# Sandra Klose
Sandra Klose (27 de julio de 1974) es una deportista alemana que compitió en ciclismo de montaña en la disciplina de campo a través.
Ganó una medalla de bronce en el Campeonato Mundial de Ciclismo de Montaña en Maratón de 2003 y dos medallas en el Campeonato Europeo de Ciclismo de Montaña en Maratón, en los años 2003 y 2004.

## Medallero internacional
| Campeonato Mundial | Campeonato Mundial  | Campeonato Mundial | Campeonato Mundial |
| Año                | Lugar               | Medalla            | Competición        |
| ------------------ | ------------------- | ------------------ | ------------------ |
| 2003               | Lugano (Suiza)      | Medalla de bronce  | Campo a través     |
| Campeonato Europeo |                     |                    |                    |
| Año                | Lugar               | Medalla            | Competición        |
| 2003               | Graz (Austria)      | Medalla de bronce  | Campo a través     |
| 2004               | Wałbrzych (Polonia) | Medalla de plata   | Campo a través     |